# 國際亞洲研究期刊
《國際亞洲研究期刊》（International Journal of Asian Studies）是一份2004年起出版的學術期刊。該期刊每半年出版一次，內容涵蓋亞洲社會學和人類學的論文，以及有關方面的書評。目前，期刊的主編是東京大學亞洲研究院的濱下武志（Takeshi Hamashita）。

## 資料來源
1. 1 2  International Journal of Asian Studies (Int J Asian Stud )

## 外部連結
- 官方网站
- 東京大學亞洲研究院 （页面存档备份，存于）